# بيلي دايموند
بيلي دايموند هو شخصية أعمال وسياسي كندي، ولد في 17 مايو 1949 في كندا، وتوفي بنفس المكان في 30 سبتمبر 2010.